# Campaña presidencial de Jair Bolsonaro de 2018
La campaña presidencial de Jair Bolsonaro se anunció el 3 de marzo de 2016. El diputado federal brasileño y exoficial militar Jair Bolsonaro se convirtió en el candidato oficial del Partido Social Liberal durante su convención el 22 de julio de 2018. La decisión del compañero de fórmula llegó más tarde el 8 de agosto, cuando el General Hamilton Mourão fue elegido para componer la candidatura con Bolsonaro. Al elegir a Mourão como compañero de fórmula, Bolsonaro consiguió una coalición con el Partido Renovador Laborista Brasileño.
Jair Bolsonaro fue el primer candidato a la presidencia que pudo recaudar más de $1 millón de reales en donaciones del público durante la campaña de 2018. En los primeros 59 días, acumuló un promedio de $17.000 reales por día en donaciones.
Bolsonaro fue apuñalado el 6 de septiembre mientras hacía campaña en Juiz de Fora. Se recuperó y fue el principal candidato en la primera ronda el 7 de octubre, con el 47% de los votos.
El 28 de octubre de 2018, Bolsonaro ganó las elecciones generales con el 55.13% del voto popular.

## Candidatura presidencial
| Fórmula del Partido Social Liberal, 2018           |                                            |
| Jair Bolsonaro                                     | Hamilton Mourão                            |
| para Presidente                                    | para Vicepresidente                        |
|                                                    |                                            |
| Diputado federal de Río de Janeiro (1991–presente) | General del Ejército Brasileño (1969–2018) |
| [ 6 ] [ 7 ] [ 8 ]                                  |                                            |

## Elecciones primarias
El Comité Ejecutivo Nacional del Partido Social Liberal y el Comité Ejecutivo Nacional del Partido Renovador Laborista Brasileño, eligieron al candidato para el cargo de vicepresidente y el Directorio Nacional del PSL, eligió al candidato a Presidente de la República. Karina Rodrigues Fidelix da Cruz (PRTB), nombrada por el PRTB, y Gulliem Charles Bezerra Lemos (PSL), nombrados por el PSL, fueron los delegados de la coalición. Gustavo Bebianno Rocha fue el representante de la lista de candidatos para el Tribunal Superior Electoral. Janaína Paschoal se negó a ser candidata a vicepresidente de Bolsonaro.
| Cargo              | Fecha             | Candidato                           | Votos             | %                 | Notas              |
| Primarias del PSL  | Primarias del PSL | Primarias del PSL                   | Primarias del PSL | Primarias del PSL | Primarias del PSL  |
| ------------------ | ----------------- | ----------------------------------- | ----------------- | ----------------- | ------------------ |
| Presidente         | 22 de julio       | Jair Bolsonaro                      | 96                | 100%              |                    |
| Vicepresidente     | 4 de agosto       | Luiz Philippe de Orléans e Bragança | 11                | 100%              | Resultado abortado |
| Primarias del PRTB |                   |                                     |                   |                   |                    |
| Vicepresidente     | 5 de agosto       | Hamilton Mourão                     | 26                | 100%              |                    |

## Contexto de la campaña
Antes de su campaña, Bolsonaro deseaba que el senador Magno Malta (del Partido de la República) o Augusto Heleno (del Partido Republicano Progresista) se convirtiera en el vicepresidente en su lista, pero sus partidos no les permitieron competir juntos.
Durante su campaña, Bolsonaro elogió la dictadura militar en Brasil (1964-1985) y elogió a los autócratas extranjeros como Alberto Fujimori de Perú y Augusto Pinochet de Chile. Bolsonaro ha prometido dar permiso a la policía para disparar primero y hacer preguntas más tarde. Su plataforma también promueve la liberalización de las leyes sobre armas de fuego y las tácticas represivas y hacer retroceder la acción afirmativa para los negros-brasileños y revertir la legislación que aumenta las sentencias por asesinar a mujeres por su género (femicidio).
A pesar de los pedidos anteriores de cambios masivos de políticas en el ecologismo,[cita requerida] Bolsonaro se apartó de los llamamientos para sacar a Brasil de los Acuerdos de París y la eliminación del Ministerio de Medio Ambiente de Brasil. Sin embargo, dijo a grupos internacionales sin fines de lucro como el World Wildlife Fund, que no permitiría sus agendas en Brasil, protestó enérgicamente contra las tierras reservadas para las tribus indígenas y planea expandir el poder nuclear e hidroeléctrico al Amazonas.
Algunos partidarios de Bolsonaro lo han comparado con el presidente de Estados Unidos, Donald Trump, y creen que él, como Trump, traerá el cambio radical apodando a Bolsonaro "la leyenda". Steve Bannon (director ejecutivo de la candidatura presidencial de Trump para 2016) ha asesorado la campaña de Bolsonaro.

### Fuerza mediática de Bolsonaro a lo largo de la campaña
Una de las principales influencias de la campaña de Bolsonaro fue su fuerza en el escenario de las redes sociales. Con más de 4,3 millones de seguidores y muchas páginas de apoyo en Facebook junto con más de 400 mil seguidores en Instagram, fue uno de los candidatos con el mayor apoyo en las redes sociales. Al utilizar sus plataformas a lo largo de la campaña, era común tener publicaciones diarias relacionadas con temas del ejército y dirigidas al Partido dos Trabalhadores (PT). Sin embargo, más allá de las publicaciones directas, también interactuó con muchos de sus partidarios a través de publicaciones y respuestas e incluso mantuvo muchos grupos en WhatsApp, donde participó en conversaciones con algunos de sus partidarios. Aunque el uso de plataformas sociales es una forma inteligente de difundir sus opiniones políticas, también se enfrentó a las acusaciones de que algunos de sus importantes partidarios financieros utilizaron ilegalmente WhatsApp como medio para difundir noticias falsas sobre su oponente, Haddad. Como una contramedida, WhatsApp prohibió miles de cuentas activas durante el período electoral, a lo que Bolsonaro respondió: "No puedo controlarlo si un empresario que es amigable conmigo lo está haciendo. Sé que es contra la ley. Pero no puedo controlarlo, no tengo forma de saberlo y tomar medidas [para detenerlo]".
La fuerza de las acciones en las redes sociales de Bolsonaro fue más allá de sus publicaciones y las interacciones de la base de fanes. Esto se refleja en el hecho de que la mayoría de sus seguidores son extremadamente activos en las redes sociales y la mayoría de las veces, las conversaciones de tendencia se extienden a través de todo tipo de medios, llegando a estaciones de radio y canales de televisión, llegando así a parcelas más antiguas y aisladas de la población. Quienes carecen de acceso a Internet u otros medios tecnológicos. Además, sus partidarios se encuentran entre los que difunden la mayoría del contenido a lo largo de WhatsApp, ya que casi el 93% de ellos afirma tener cuentas donde casi el 43% son políticamente activos en la aplicación.

### Demografía del votante
Al mirar a los partidarios de Bolsonaro, las personas de entre 16 y 34 años de edad representaban alrededor del 60% de sus votantes, y de ellos, casi el 30% tenía 24 años o menos. Dicho apoyo puede verse como una consecuencia de la fuerte presencia de Bolsonaro en las redes sociales, ya que entre la población brasileña que accede a Internet, el 85% tiene entre 18 y 24 años de edad. Además, al considerar las edades de las personas que votaron en las elecciones anteriores, los 18 a 24 años representan el segundo grupo más actual con un 21.15%, seguidos por las personas de 45 a 59 años con el 24.26% del electorado. Entre otros factores, el uso de internet también se refleja en la separación regional de los votantes de Bolsonaro, ya que las regiones del país que tenían un apoyo general para su partido político, el PSL, se encuentran principalmente en los principales centros urbanos donde se encuentra el acceso a internet. Es alta, y también lo es la población joven de tales áreas.

### Opinión pública general sobre la personalidad y campaña de Bolsonaro
Para muchos, la popularidad de Bolsonaro surgió debido a su aparente claridad y personalidad abierta a lo largo de la campaña. El discurso de Bolsonaro a menudo se combina con un objetivo de lucha contra la corrupción y la violencia que es apoyado por la mayoría de la población. Como candidato que no temía expresar su opinión, incluso al abordar temas de controversia como raza, género y estatus socioeconómico, muchos consideraron su honestidad como una cualidad necesaria para enfrentar los escándalos de corrupción que afectaron al país durante años junto con porcentajes crecientes de violencia del país. A lo largo de la campaña de Bolsonaro, muchas personas expresaron su descontento y sus opiniones en contra de él y sus opiniones políticas. Muchos movimientos que representan a mujeres, la comunidad LGBT y otros surgieron y progresivamente se fortalecieron a lo largo del año a medida que más personas se reunían y salían a las calles o expresaban sus puntos de vista en las redes sociales. Sin embargo, mientras la oposición de Bolsonaro creció, también lo hicieron sus partidarios y sus opiniones expresivas a través de las redes sociales. Una visión general de la opinión pública de los partidarios de Bolsonaro muestra que a la gente no solo le gusta su transparencia, sino que también apoya su oposición al sistema de cuotas, así como su fuerte afiliación religiosa y su discurso sobre la corrupción.

### Respaldos

#### Celebridades
- Ronaldinho, futbolista profesional brasileño.[30]
- Lucas Moura, futbolista profesional brasileño.[31]
- Felipe Melo, futbolista profesional brasileño.[32]
- Jadson, futbolista profesional brasileño.[33]
- Rivaldo, futbolista profesional brasileño.[34]
- Kaká, exfutbolista profesional brasileño y campeón de la copa del mundo en 2002.[35]
- Cafú, exfutbolista profesional brasileño y campeón de la copa del mundo en 1994 y 2002[36]
- Wallace de Souza, voleibolista profesional brasileño.[37]
- Maurício Souza, voleibolista profesional brasileño.[37]
- Gusttavo Lima, cantante y compositor.[38]
- Zezé di Camargo, cantante y compositor.[39]
- Eduardo Costa, cantante y compositor.[40]
- Eduardo Lages, conductor.[41]
- José Aldo, expeleador de artes marciales y ex campeón de UFC.[42]
- Danilo Gentili, comediante y presentador.[43]
- Ratinho, comediante y presentador.[44]
- Jonathan Nemer, comediante y youtuber.[45]
- Alexandre Frota, actor.[46]
- Augustin Fernandez y Lili Ferraz, maquilladores.[47][48]
- Sandro Rocha, actor.
- Carlos Vereza, actor.[49]
- Mário Gomes, actor.[50]
- Regina Duarte, actriz.[51]
- Luciano Hang, hombre de negocios.[52]
- Roberto Justus, hombre de negocios y presentador.[53]
- Olavo de Carvalho, filósofo y profesor.[54]
- Lobão, cantautor.[55]
- Marcos Pontes, astronauta.[56]
- Emerson Fittipaldi, piloto de carreras ganador de Fórmula 1.[57]
- Ana Paula Valadão y André Valadão, pastoras brasileñas y cantantes de música cristiana contemporánea.[58]
- Silas Malafaia, Cláudio Duarte, R. R. Soares y Edir Macedo, pastores brasileños.[59][60]

#### Políticos brasileños
- Frente Parlamentario Agrícola[61]
- Ana Amélia (segunda vuelta), excandidata a la presidencia por el PSDB y senadora federal del PP.[62]
- João Doria (segunda vuelta), gobernador electo de São Paulo del PSDB.[62]
- Kim Kataguiri (segunda vuelta), diputado federal electo de DEM y líder del Movimiento Brasil Libre.[63]
- Luiz Philippe de Orléans e Bragança, diputado federal electo del PSL y miembro de la Familia Imperial brasileña.[64]
- Joice Hasselmann, diputada federal electa del PSL y periodista.[65]
- Magno Malta, senador federal del PR.[66]

#### Políticos y figuras internacionales
- Sebastián Piñera, presidente chileno.[67]
- Jacqueline van Rysselberghe y José Durana, senadores chilenos.[68]
- José Antonio Kast, exdiputado y excandidato presidencial chileno.[69]
- Matteo Salvini, vice primer ministro italiano.[70]
- Mauricio Macri,expresidente argentino.[71]
- David Duke, ex Gran Mago del Ku Klux Klan.[72]
- Steve Bannon, exjefe estratega de la Casa Blanca y expresidente ejecutivo de Breitbart News.[73]

#### Medios de comunicación
- El Washington Examiner.[74]
- Breitbart News.

### Encuestas
A finales de septiembre, Bolsonaro encabezó las encuestas con el 28% de los votantes encuestados, con una encuesta de Ibope (22-24 de septiembre) que indica que el 36% de los hombres encuestados dijeron que votarían por él, mientras que solo el 18% de las mujeres respaldan sus políticas. Una encuesta de Datafolha publicada el 10 de septiembre mostró que Bolsonaro fue rechazado por el 49% de las votantes mujeres, pero apoyado por el 17%. En la primera vuelta de elecciones del 7 de octubre, Bolsonaro recibió el 46,03% de los votos, el mayor de todos los candidatos.
El día antes de la elección, las encuestas dieron a Bolsonaro una ventaja de 8-10% sobre Fernando Haddad.

## Ataque durante evento de campaña

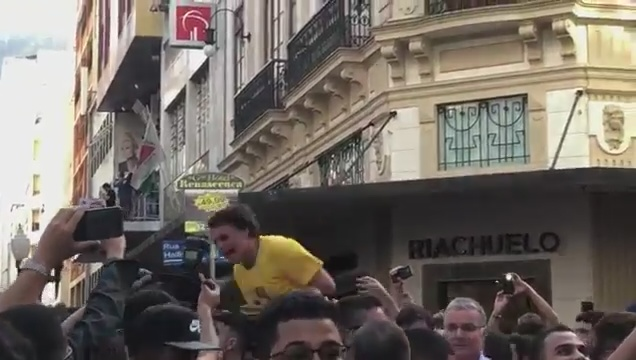
Bolsonaro siendo apuñalado en el mitin de Juiz de Fora

Bolsonaro fue apuñalado el 6 de septiembre en un evento de campaña mientras hablaba con simpatizantes en la ciudad de Juiz de Fora, Minas Gerais. Flávio Bolsonaro, hijo de Jair, indicó inicialmente que las heridas de su padre eran solo superficiales, y estaba en recuperación en el hospital. La policía arrestó e identificó al atacante como Adelio Bispo de Oliveira, quien declaró que Dios le había ordenado llevar a cabo el ataque. Flávio Bolsonaro informó después de que las heridas eran más dañinas de lo pensado inicialmente: la perforación había llegado al hígado, el pulmón y parte del intestino, y Bolsonaro había perdido una gran cantidad de sangre; llegó al hospital con una presión de 10/3, pero finalmente se estabilizó. La mayoría de los candidatos en la carrera presidencial, de todos los lados del espectro político, y el actual presidente Michel Temer expresaron su rechazo al ataque.
Después del final de las elecciones, Bolsonaro decidió donar el resto del dinero recaudado en la campaña, al Hospital Santa Casa de Misericordia, donde recibió tratamiento hospitalario después del intento de asesinato.

## Protestas y mítines

### Protestas

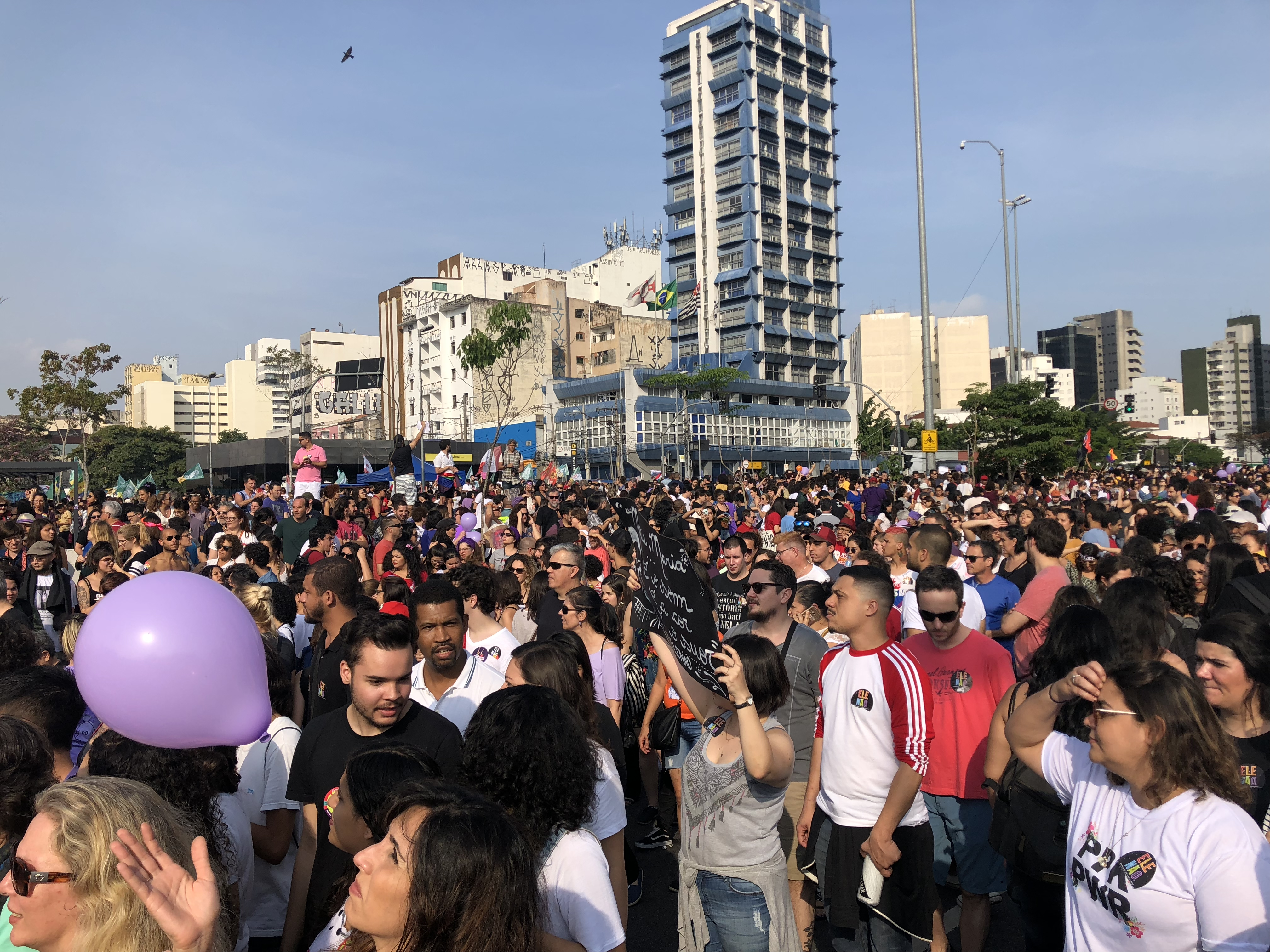
Protesta #EleNão (Él no) en São Paulo

Cientos de miles de mujeres en todo Brasil organizaron protestas el 29 de septiembre contra la candidatura de Bolsonaro. Un manifestante dijo a los periodistas: "Soy parte de una parte de la sociedad que está muy afectada por el tipo de cosas que dice y piensa [Bolsonaro]. Esta ola conservadora, que realmente siempre ha existido en Brasil, debe llegar a su fin". Los manifestantes en São Paulo, Río de Janeiro y Brasilia corearon "Ele Não (¡Él no!)", que se ha convertido en un eslogan para protestar contra Bolsonaro, enfatizando que los objetivos del grupo son que los votantes indecisos voten "por cualquier otra persona, pero no por él". Muchos manifestantes expresaron su indignación por las declaraciones anteriores de Bolsonaro de que la homosexualidad se comparaba con la pedofilia y que una vez le dijo a la Congresista Maria do Rosário que no valía la pena violarla, citando estos eventos como motivos para protestar por su campaña.

### Mítines

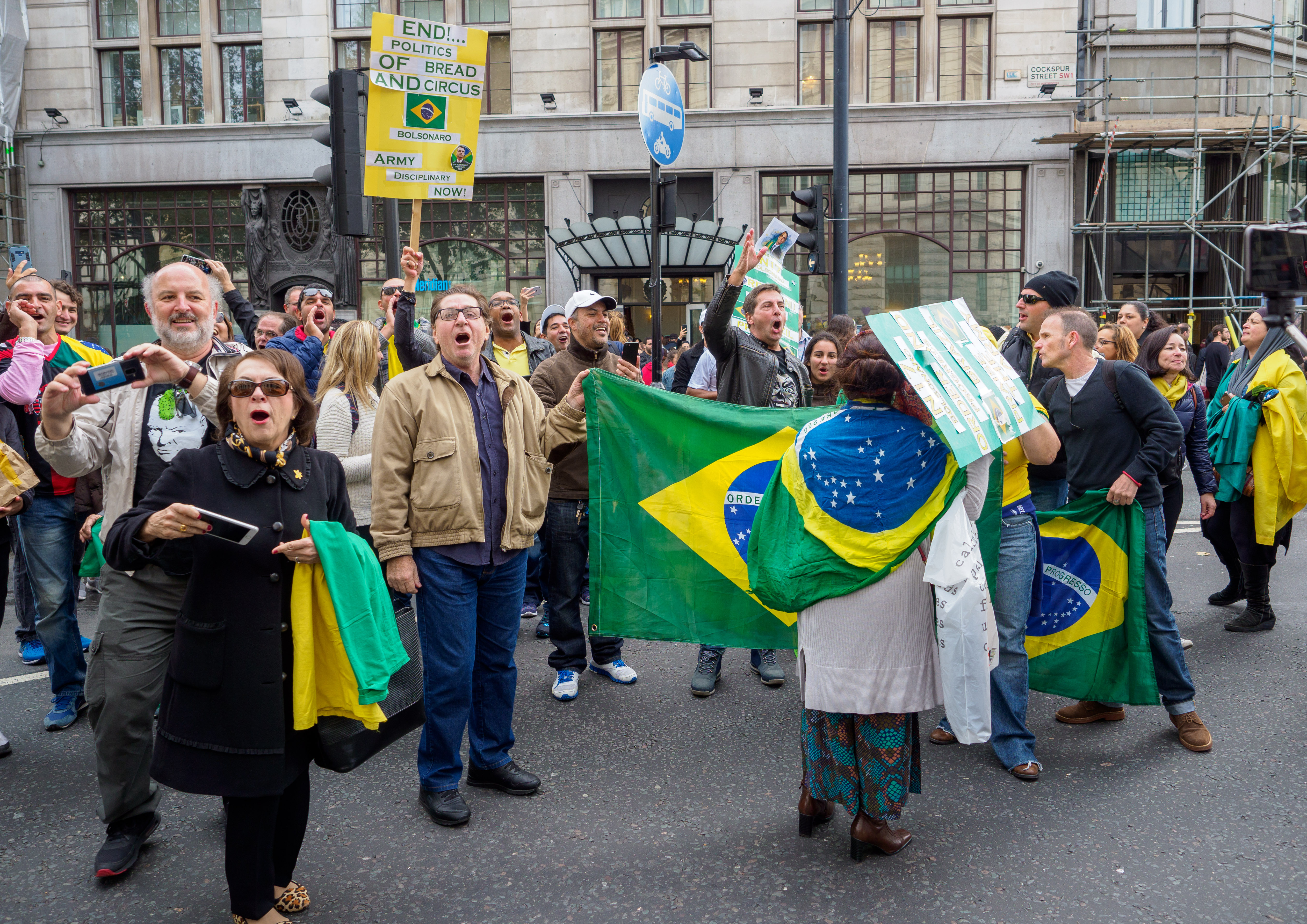
Protesta Pro-Bolsonaro en Londres

También hubo mítines en apoyo del candidato en dieciséis estados.

## Resultados electorales

### Elecciones presidenciales
|  | 46.03 % |

|  | 55.13 % |

## Apoyo político
- Partido Social Liberal
- Partido Renovador Laborista Brasileño